# Cynthia Khan
Cynthia Khan (Yang Li Ching, 楊麗菁, 楊麗青 | cantonés: Yeung Lai Ching; mandarín: Yáng Lì Qīng) es una actriz taiwanesa, nacida en Giayi, Taiwán, el 13 de diciembre de 1968 (otras fuentes: 13 de diciembre de 1967).

## Biografía
Con 17 años, Yang ganó un concurso televisivo destinado a promocionar nuevos talentos, lo que le valió una serie de apariciones en programas de TV que atrajeron la atención del reputado director de cine Edward Yang, que le ofreció un pequeño papel en su película Taipei Story en 1985. Durante los años siguientes Yang hizo pequeñas intervenciones en otros films taiwaneses. Sus conocimientos de artes marciales convencieron al productor hongkonés Dickson Poon, responsable de la productora D & B Films a firmarle un contrato de tres años, convirtiéndose así en su nueva estrella de importación para sus películas de acción. Su primera película en Hong Kong fue In the Line of Duty III (Ultra Force 3) (1988), dirigida por Brandy Yuen y Arthur Wong. Para el mercado internacional, su nombre fue cambiado a Cynthia Khan en recuerdo de las dos actrices que protagonizaron las anteriores entregas de la serie, Cynthia Rothrock y Michelle Khan (posteriormente rebautizada como Michelle Yeoh). Durante casi una década Yang trabajó en una serie de películas de acción dirigidas por grandes nombres del género como Yuen Woo Ping, Sammo Hung o Phillip Ko, antes de centrarse en el mercado televisivo a mediados de los 90.